# Бель-Нор (Міссурі)
Бель-Нор (англ. Bel-Nor) — селище (англ. village) в США, в окрузі Сент-Луїс штату Міссурі. Населення — 1399 осіб (2020).

## Географія
Бель-Нор розташований за координатами 38°42′6″ пн. ш. 90°19′5″ зх. д. / 38.70167° пн. ш. 90.31806° зх. д. (38.701724, -90.317994).  За даними Бюро перепису населення США в 2010 році селище мало площу 1,64 км², уся площа — суходіл.

## Демографія
Згідно з переписом 2010 року, у селищі мешкало 1499 осіб у 668 домогосподарствах у складі 412 родин. Густота населення становила 914 особи/км².  Було 702 помешкання (428/км²).
Расовий склад населення:
| - 48,7 % — білих - 46,4 % — чорних або афроамериканців - 2,2 % — азіатів |

До двох чи більше рас належало 2,3 %. Частка іспаномовних становила 2,3 % від усіх жителів.
За віковим діапазоном населення розподілялося таким чином: 16,4 % — особи молодші 18 років, 67,1 % — особи у віці 18—64 років, 16,5 % — особи у віці 65 років та старші. Медіана віку мешканця становила 47,4 року. На 100 осіб жіночої статі у селищі припадало 92,9 чоловіків;  на 100 жінок у віці від 18 років та старших — 91,0 чоловіків також старших 18 років.
Середній дохід на одне домашнє господарство  становив 75 686 доларів США (медіана — 66 167), а середній дохід на одну сім'ю — 95 352 долари (медіана — 86 818). Медіана доходів становила 47 292 долари для чоловіків та 50 833 долари для жінок. За межею бідності перебувало 9,2 % осіб, у тому числі 9,3 % дітей у віці до 18 років та 2,3 % осіб у віці 65 років та старших.
Цивільне працевлаштоване населення становило 783 особи. Основні галузі зайнятості: освіта, охорона здоров'я та соціальна допомога — 43,0 %, науковці, спеціалісти, менеджери — 8,0 %, транспорт — 7,8 %.